# David Hurley
David John Hurley (Wollongong, 26 de agosto de 1953) es un exoficial del ejército australiano y gobernador general de Australia desde el 1 de julio de 2019 hasta el 1 de julio de 2024. Anteriormente fue el 38.º gobernador de Nueva Gales del Sur de 2014 a 2019.

## Trayectoria

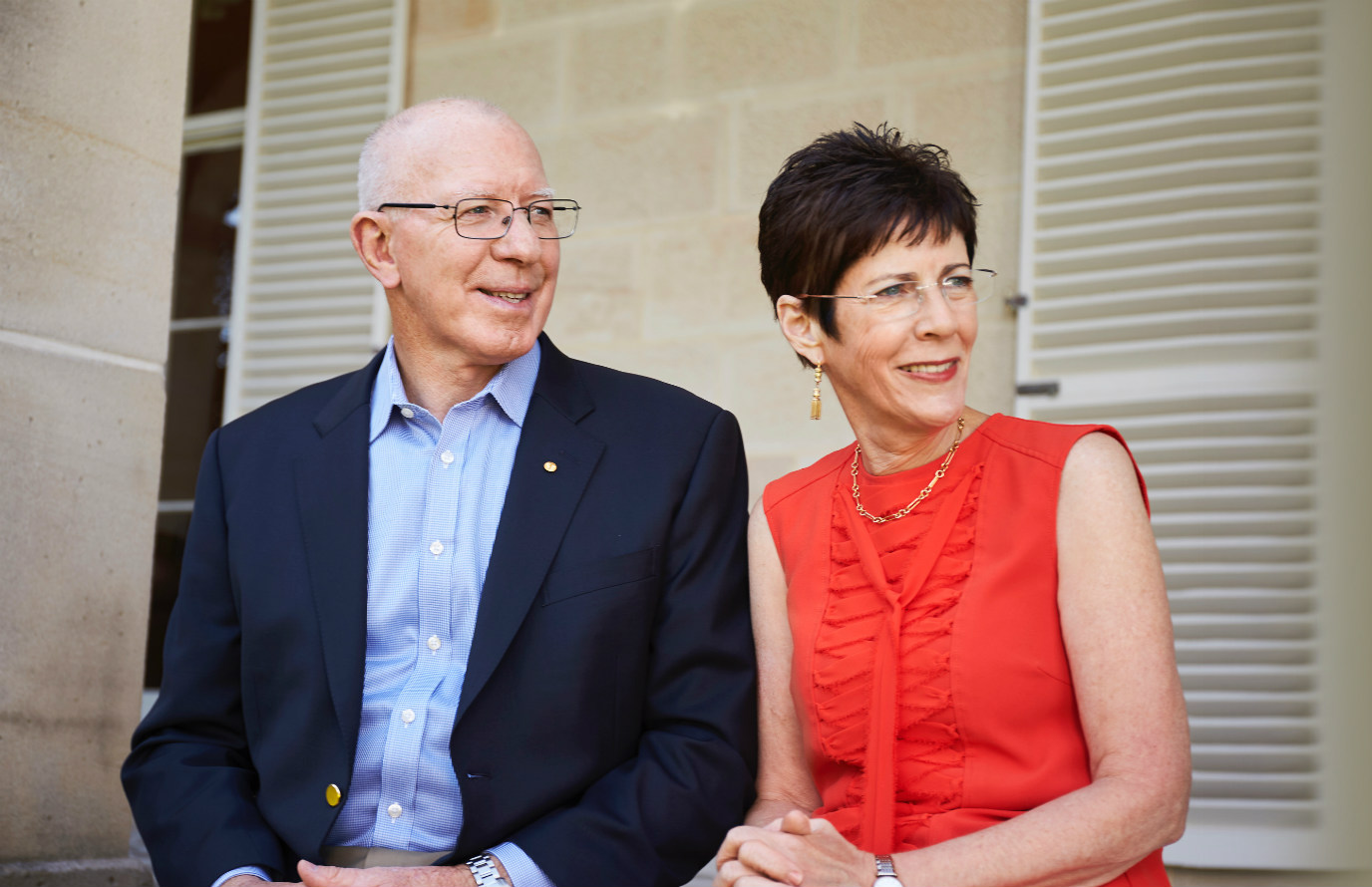
David Hurley, gobernador general de Australia, con su esposa Linda Hurley (2019).

En una carrera militar de 42 años, Hurley participó en la Operación Consuelo en Somalia en 1993, comandó la Primera Brigada (1999–2000), fue el jefe inaugural del Grupo de Desarrollo de Capacidades (2003-2007) y jefe de Operaciones Conjuntas (2007–2008). 2008) y se desempeñó como Jefe Adjunto de la Fuerza de Defensa (2008-2011). Su carrera culminó con su nombramiento como jefe de las Fuerzas de Defensa el 4 de julio de 2011, en sucesión al mariscal jefe del Aire  Angus Houston. Tras el ascenso a coronel, Hurley fue nombrado jefe de Estado Mayor, Cuartel General de la Primera División en junio de 1994, asistió al Colegio de Guerra del Ejército de los Estados Unidos de 1996 a 1997, se convirtió en secretario militar del jefe del Ejército y fue enviado al Cuartel General de Defensa de Australia como director de Preparación y Movilización en diciembre de 1997. Como brigadier, asumió el mando de la 1.ª Brigada en Darwin en enero de 1999. Durante este período supervisó la transición de la brigada a un mayor grado de preparación operativa y su apoyo a las operaciones dirigidas por Australia en Timor Oriental. Luego pasó a ser director general de Desarrollo de Tierras en Capability Systems en enero de 2001  Hurley se retiró del ejército en junio de 2014 y sucedió a Marie Bashir como gobernadora de Nueva Gales del Sur el 2 de octubre de 2014.
El 16 de diciembre de 2018, se anunció que la reina, siguiendo el consejo del primer ministro Scott Morrison, había aprobado el nombramiento de Hurley como el próximo gobernador general de Australia a partir de junio de 2019, asumiendo el cargo el 1 de julio. del mismo año.